# Дрізд
Дрізд (Turdus) — рід горобцеподібних птахів родини дроздових (Turdidae).
Поширені птахи цього роду на території Європи, Азії, Північної та Південної Америки, Африки та Австралії. Зустрічаються окремі види і на території Нової Зеландії.
Птахи невеликого розміру, темного забарвлення. Маса дорослої особини досягає 55-100 грам, а довжина до 25 см. Мають характерним способом пересування — дрозди стрибають і одночасно присідають.

## Етимологія
Українське дрізд, як і назви цього птаха в інших слов'янських мовах (біл. і рос. дрозд, пол. drozd, словен. drozg, луж. drozn) походять від прасл. *drozdъ. Спорідненими вважають слова з інших індоєвропейських мов: прусськ. tresde, лит. strazdas, латис. strazds, нім. Drossel, англ. throstle, лат. turdus, що теж виводяться з пра-і.є. *trosdos. Характер назви, ймовірно, звуконаслідувальний (пор. праслов. drrti — «тріщати»).

## Види
Рід нараховує 88 видів, включно з одним вимерлим:
- Дрізд-землекоп (Turdus litsitsirupa)
- Дрізд ефіопський (Turdus simensis)[5]
- Дрізд китайський (Turdus mupinensis)
- Дрізд співочий (Turdus philomelos)
- Дрізд-омелюх (Turdus viscivorus)
- Дрізд африканський (Turdus pelios)
- Дрізд принсипійський (Turdus xanthorhynchus)[6]
- Дрізд острівний (Turdus olivaceofuscus)
- Дрізд абісинський (Turdus abyssinicus)[7]
- Дрізд таїтайський (Turdus helleri)
- Дрізд узамбарський (Turdus roehli)[8]
- Дрізд сіроволий (Turdus olivaceus)
- Дрізд червонодзьобий (Turdus libonyana)
- Дрізд вохристоволий (Turdus bewsheri)
- Дрізд танзанійський (Turdus tephronotus)
- Дрізд бурський (Turdus smithi)[9]
- Дрізд сомалійський (Turdus ludoviciae)
- Дрізд мандаринський (Turdus mandarinus)[10]
- Дрізд білобровий (Turdus iliacus)
- Дрізд чорний (Turdus merula)
- Дрізд єменський (Turdus menachensis)
- Дрізд тайванський (Turdus niveiceps)[11]
- Дрізд сірокрилий (Turdus boulboul)
- Дрізд індостанський (Turdus simillimus)
- Дрізд індійський (Turdus unicolor)
- Дрізд індокитайський (Turdus dissimilis)
- Дрізд білочеревий (Turdus cardis)
- Дрізд сизий (Turdus hortulorum)
- Дрізд вузькобровий (Turdus obscurus)
- Дрізд блідий (Turdus pallidus)
- Дрізд буроголовий (Turdus feae)
- Дрізд золотистий (Turdus chrysolaus)
- Дрізд чорноголовий (Turdus celaenops)
- Дрізд мінливоперий (Turdus poliocephalus)
- Дрізд тибетський (Turdus maximus)
- Дрізд рододендровий (Turdus kessleri)
- Чикотень (Turdus pilaris)
- Дрізд гірський (Turdus torquatus)
- Дрізд чорноволий (Turdus atrogularis)
- Дрізд рудоволий (Turdus ruficollis)
- Дрізд темний (Turdus eunomus)
- Дрізд Наумана (Turdus naumanni)
- Дрізд каштановий (Turdus rubrocanus)
- Дрізд гімалайський (Turdus albocinctus)
- Перкач (Turdus turdoides)
- Дрізд мандрівний (Turdus migratorius)
- Дрізд сальвадорський (Turdus infuscatus)
- Дрізд рудошиїй (Turdus rufitorques)
- Дрізд коста-риканський (Turdus nigrescens)
- Дрізд карибський (Turdus plumbeus)
- † Дрізд реліктовий (Turdus ravidus)
- Дрізд ямайський (Turdus aurantius)
- Дрізд антильський (Turdus lherminieri)
- Дрізд панамський (Turdus plebejus)
- Дроздик світлоокий (Turdus leucops)
- Дрізд білоокий (Turdus jamaicensis)
- Дрізд гаїтянський (Turdus swalesi)
- Дрізд кордильєрський (Turdus fulviventris)
- Дрізд еквадорський (Turdus reevei)
- Хігуанко (Turdus chiguanco)
- Дрізд аргентинський (Turdus nigriceps)
- Дрізд андійський (Turdus serranus)
- Дрізд капуциновий (Turdus olivater)
- Дрізд великий (Turdus fuscater)
- Дрізд південний (Turdus falcklandii)
- Дрізд брунатний (Turdus lawrencii)
- Дрізд пантепуйський (Turdus murinus)[12]
- Дрізд бразильський (Turdus subalaris)[13]
- Дрізд кремововолий (Turdus amaurochalinus)
- Дрізд тристанський (Turdus eremita)
- Дрізд перуанський (Turdus maranonicus)
- Дрізд чорнодзьобий (Turdus ignobilis)
- Дрізд кампінаський (Turdus arthuri)[14]
- Дроздик жовтоногий (Turdus flavipes)
- Дрізд білогорлий (Turdus assimilis)[15]
- Дрізд колумбійський (Turdus daguae)[16]
- Дрізд білосмугий (Turdus albicollis)
- Дрізд мексиканський (Turdus rufopalliatus)
- Дрізд світлочеревий (Turdus obsoletus)
- Дрізд світлогрудий (Turdus leucomelas)
- Дрізд рудий (Turdus fumigatus)
- Дрізд амазонійський (Turdus hauxwelli)
- Дрізд рудочеревий (Turdus rufiventris)
- Дрізд бронзовий (Turdus grayi)
- Дрізд голоокий (Turdus nudigenis)
- Дрізд тропічний (Turdus maculirostris)
- Дрізд лучний (Turdus sanchezorum)[17]
- Дрізд болівійський (Turdus haplochrous)